# Aleksandr Dolgov
Aleksandr Vladimirovich Dolgov (tiếng Nga: Александр Владимирович Долгов; sinh ngày 24 tháng 9 năm 1998) là một cầu thủ bóng đá người Nga thi đấu cho F.K. Lokomotiv Moskva và F.K. Lokomotiv-Kazanka Moskva.

## Sự nghiệp câu lạc bộ
Anh có màn ra mắt tại Giải bóng đá chuyên nghiệp quốc gia Nga cho F.K. Lokomotiv-Kazanka Moskva vào ngày 11 tháng 8 năm 2017 trong trận đấu với FC Kolomna.